# Bystrá (přítok Oharky)
Bystrá je potok, tekoucí na svazích Ještědského hřbetu a v Podještědí v Libereckém kraji a tvořící pravostranný přítok potoka Oharky.

## Průběh toku
Pramení na svazích Ještědského hřbetu, přesněji řečeno Rašovského hřbetu), v těsné blízkosti horské vsi Rašovky. Stékají se zde postupně čtyři drobnější vodní toky, z nichž jeden pramení nad ulicí Na Rašovce, dva těsně pod ní a poslední kousek pod místní částí zvanou Na Vejhledí (v mapách někdy Na Výhledí). Potok dále protéká osadou Bystrá, které dal jméno, a posléze západně od vsi Bohdánkov (mezi vlastní vsí a bohdánkovským hospodářským dvorem). Pod Bohdánkovem vtéká do niv, označovaných pomístními jmény Podchlumí a Na Kamencích, a pod vrškem Chlum (cca 405 m n. m.) přijímá první větší přítok - bezejmenný potok tekoucí od Luhova a Vlčetína. Následně teče na severovýchodním úpatí masivu již zmíněného Chlumu a Chloumku (384 m n. m.), protéká Petrašovicemi a pod nimi se stéká se Žďáreckým potokem a v nadmořské výšce cca 340 m n. m. zprava vlévá do potoka Oharky.